# Interrupce na Maltě

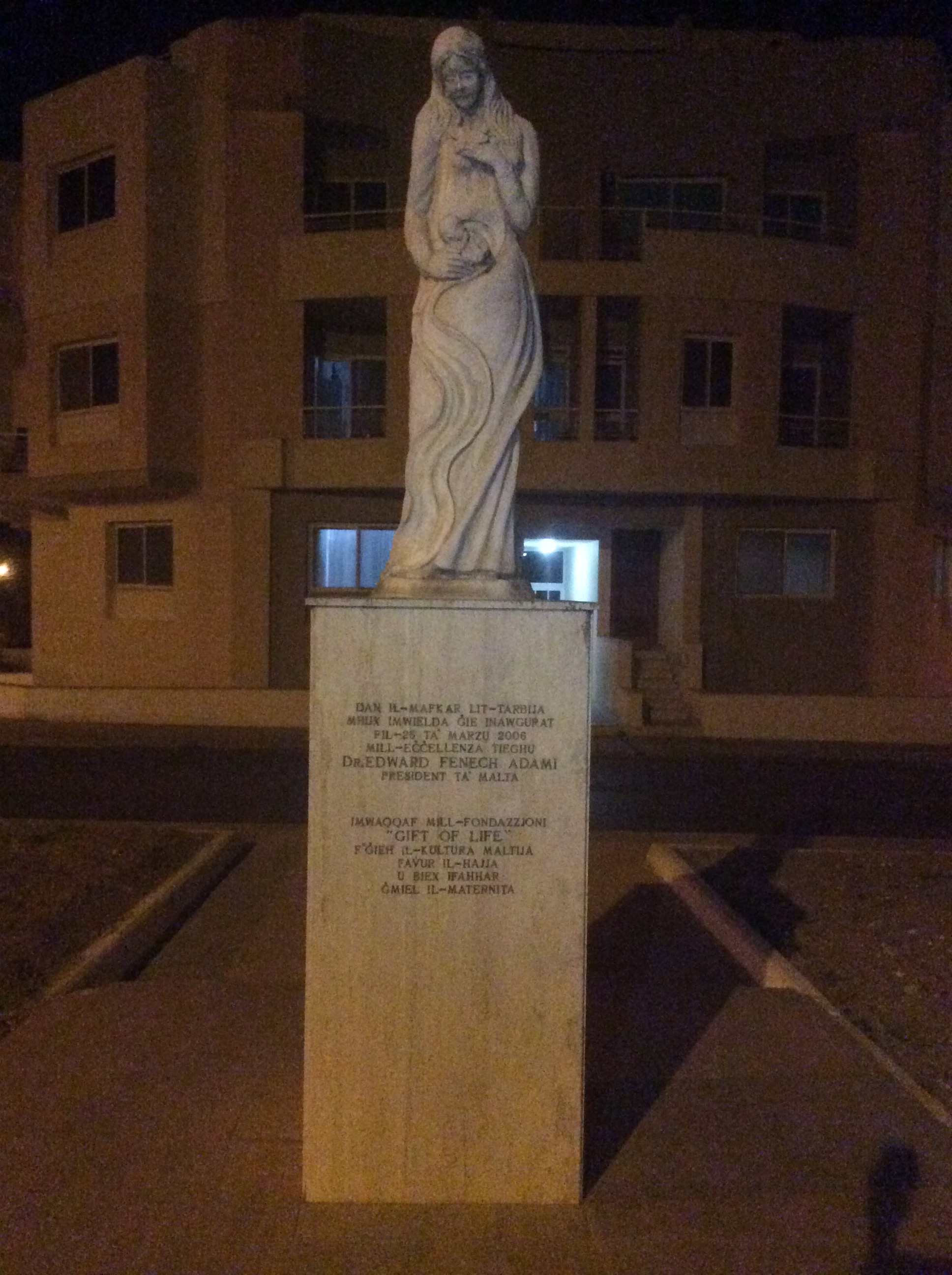
Památník nenarozeného dítěte na hlavní silnici mezi Mostou a Naxxarem

Interrupce na Maltě je legální v případech, kdy je ohrožen život těhotné ženy. Do roku 2022 byla nezákonná ve všech případech. Malta má vedle Andorry nejpřísnější zákony v Evropě týkající se potratů kvůli vlivu katolické církve na její právo, kulturu a společnost; při sčítání lidu v roce 2021 se asi 82 % obyvatel identifikovalo jako katolíci.
Ukončení mimoděložního těhotenství je povoleno prostřednictvím lékařského protokolu, který umožňuje, aby byl každý případ zvážen individuálně v souladu s principem dvojího účinku, tj. nezpůsobit úmyslnou újmu těhotné ženě nebo jejímu nenarozenému dítěti.

## Trestní zákoník
Maltský trestní zákoník byl poprvé zaveden v roce 1854 a umělé přerušení těhotenství zahrnuje v oddílech vedle „zločinů proti osobě“ (v článku 218) a podávání nebo dodávání „látek jedovatých nebo zdraví škodlivých“ (v článcích 241–243).
Článek 241 o vyvolání potratu uvádí:
(1) Kdokoli, jakýmkoli jídlem, pitím, léky nebo násilím nebo jakýmkoli jiným způsobem způsobí potrat jakékoli těhotné ženy, bez ohledu na to, zda s tím žena souhlasí, či nikoli, bude odsouzen k trestu odnětí svobody na 18 měsíců až tři roky.
(2) Stejný trest bude udělen každé ženě, která si zajistí potrat nebo která souhlasí s použitím prostředků, kterými je potrat zajištěn.
Kromě toho zákon zakazuje:
- způsobit smrt nebo těžké ublížení na zdraví prostředky používanými k potratu (článek 242);
- vědomě předepisovat nebo podávat prostředky umožňující potrat (článek 243);
- zaviněný potrat, tj. nerozvážností, nedbalostí, nešikovností nebo nedodržováním předpisů (článek 243A); a
- těžké ublížení na zdraví spáchané na ženě s dítětem, které způsobí samovolný potrat, jako přitěžující trestný čin (čl. 218 odst. 1 písm. c).[5]

Zákon o zaviněném potratu byl zaveden v roce 2002 v rámci revize trestního zákoníku.
Další změna kodexu (článek 243B) objasnila výjimečné okolnosti, za kterých je potrat povolen pro „záchranu života a ochranu zdraví těhotné ženy“, pokud „trpí zdravotní komplikací“, která může:
- ohrozit její život;
- vážně ohrozit její zdraví, což by vedlo k smrti.

Tato výjimka platí pouze v případě, že po zvážení současných lékařských postupů na Maltě „stále přetrvávají nezbytné okolnosti, které vyžadují provedení lékařského zákroku“.
V případech, kdy může být bezprostředně ohrožen život ženy, se interrupce provádí, když „podle rozumného názoru lékaře provádějícího zákrok plod nedosáhl období životaschopnosti“.
V případech, kdy může být zdraví těhotné ženy vážně ohroženo tak, že by mohla zemřít, platí také tři další podmínky:
i) podle „odůvodněného názoru lékařského týmu“ plod nedosáhl období životaschopnosti a nelze jej donosit podle standardů lékařské profese;
ii) lékařský zákrok je proveden „pouze poté, co lékařský tým potvrdí nezbytnost zásahu“ a
iii) lékařský zákrok je proveden v licencované nemocnici, která má zařízení potřebná k provedení nezbytného lékařského zákroku.

## Návrhy
V roce 2005 se místopředseda vlády Tonio Borg (člen Nacionalistické strany) pokusil změnit maltskou ústavu tak, aby zahrnovala zákaz potratů. Ve stávajícím znění Ústava v čl. 33 odst. 1 uvádí: „Nikdo nesmí být úmyslně zbaven života, s výjimkou výkonu trestu soudu za trestný čin podle maltského práva, za který byl odsouzen." Trest smrti na Maltě byl zrušen zákonem v roce 2000.
V roce 2018 Carmel Cacopardo, tehdejší vůdce Demokratické alternativy (menší opoziční strana), prohlásil, že jeho strana nikdy neobhajovala zavedení zákona o potratech, ale věří, že je třeba udělat více pro řešení okolností, které vedou k potratu, se skutečným respektem vůči lidskému životu nejen během těhotenství, ale také před a po něm.
V květnu 2021 předložila nezávislá poslankyně Marlene Farrugiová první legislativní návrh na dekriminalizaci potratů nahrazením současného zákona zákonem, který trestá pouze nucené potraty deseti lety vězení. Návrh zákona neprošel. Paní Farrugiová již v roce 2019 oznámila, že v příštích volbách nebude kandidovat, a v roce 2022 tedy znovu nekandidovala.
Strana Volt Malta, založená ten samý rok, vedla kampaň za právo na potrat od svého založení a zejména během voleb v roce 2022 a je považována za první maltskou stranu, která podporuje potraty. Strana však ve volbách získala pouze 382 hlasů (0,13 %).
V listopadu 2022 předložil ministr zdravotnictví Chris Fearne z Labouristické strany zákon o trestním zákoníku (pozměňovací návrh č. 3), ve kterém bylo uvedeno:
„Trestný čin podle čl. 241 odst. 2 nebo článku 243 nebude spáchán, pokud přerušení těhotenství vyplývá z lékařského zákroku zaměřeného na ochranu zdraví těhotné ženy, která trpí zdravotní komplikací, která může ohrozit její život nebo vážně ohrozit její zdraví.“
Skupina 80 lékařů, právníků, etiků a akademiků v koalici Inti Tista' Ssalvani navrhla omezenější odbornou doložku, která změnila znění návrhu zákona na následující:
„Žádný trestný čin podle čl. 241 odst. 2 nebo článku 243 nebude spáchán, pokud smrt nebo ublížení na zdraví nenarozeného dítěte nastane v důsledku lékařského zákroku provedeného s cílem zachránit život matce tam, kde existuje reálné a podstatné riziko ztráty matčina života.“
Kolem 20 000 lidí, přibližně 4 % z celkového počtu obyvatel ostrova, v prosinci 2022 protestovalo před parlamentem proti návrhu zákona. Promluvila k nim bývalá prezidentka Marie Louise Coleiro Preca. Vůdce opozice Bernard Grech prohlásil, že vládní návrh zákona byl pro Labouristickou stranu prostředkem k zavedení potratů na Maltě, a trval na tom, že jeho Nacionalistická strana zůstane proti potratům. Volt Malta kritizovala návrh zákona, protože podle jejího názoru nešel dostatečně daleko, a vyzvala k dekriminalizaci potratů, stejně jako legalizaci potratových pilulek a zacházení s potraty jako součástí lékařské zdravotní péče, nikoli jako součástí trestního zákoníku.
Prezident George Vella vyjádřil svůj odpor k podpisu zákona v původním znění. Po několika měsících konzultací zavedla labouristická vláda článek 243B, který uvádí, že „je dáno, že jsou zavedeny nezbytné postupy s cílem vyloučit možnost jakéhokoli zneužití této důležité změny“.

## Statistiky
Odhaduje se, že něco mezi 300 a 400 maltských žen každoročně kvůli potratu cestuje do zahraničí, většinou do Velké Británie (asi 60 ročně) a Itálie, přičemž některými z dalších zemí jsou také Německo, Nizozemsko a Belgie. Tento odhad znamená, že maltské ženy potratují přibližně tak, jako je průměr EU, přestože Malta je jedinou zemí EU, která tento postup zakazuje (míra pro Maltu se pohybuje mezi 3,6 a 4,7 na tisíc žen; průměr EU je 4,4).